# Rafael Altamira y Crevea

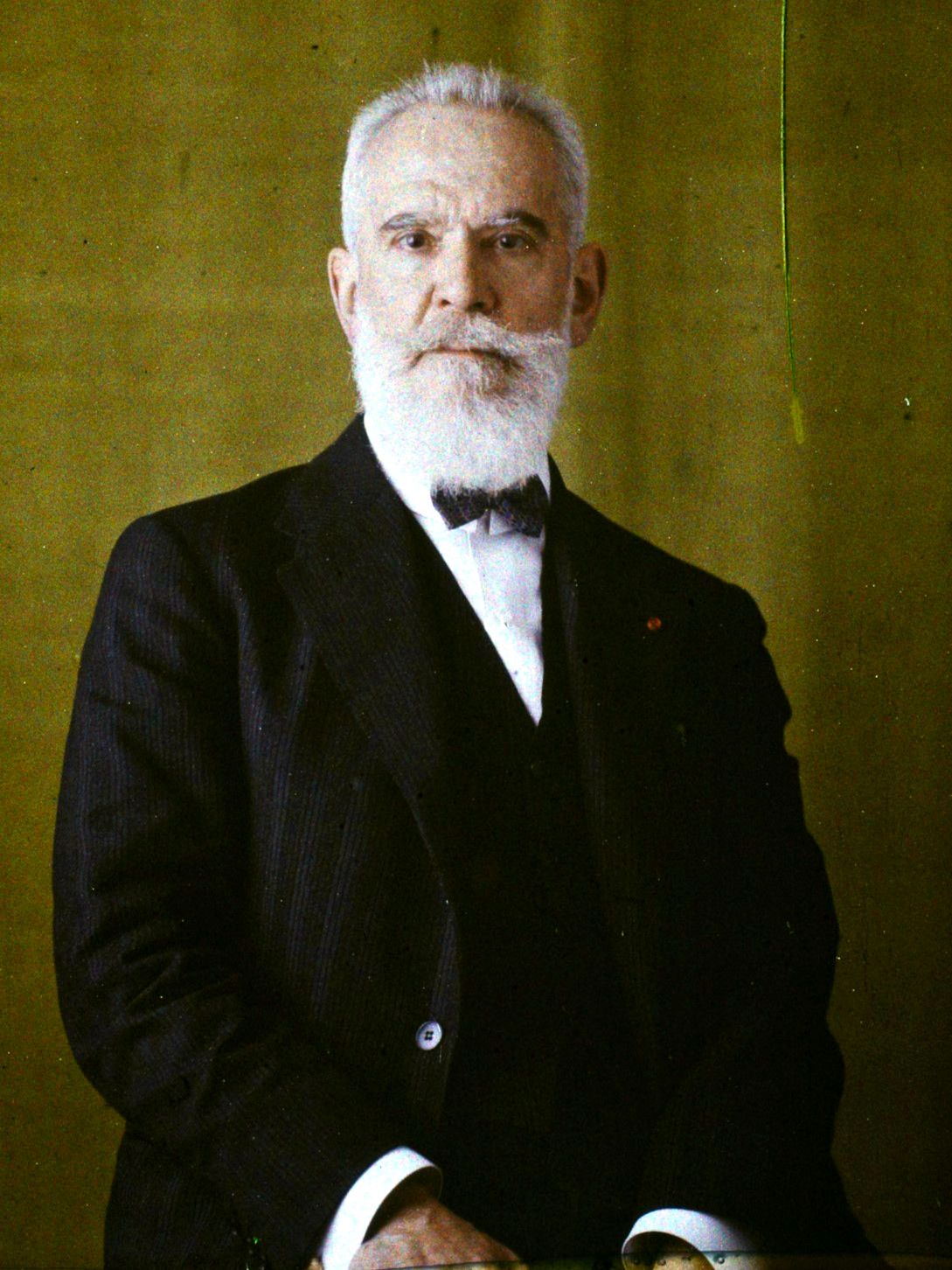
Rafael Altamira, 1928

Rafael Altamira y Crevea (ur. 10 lutego 1866 w Alicante, zm. 1 czerwca 1951 w Meksyku) – hiszpański historyk i prawnik, sędzia Stałego Trybunału Sprawiedliwości Międzynarodowej.

## Życiorys
Urodził się w Alicante; studiował prawo w Walencji od 1882. W 1887 obronił doktorat na Uniwersytecie w Madrycie. W 1895 założył „Revista Critica de Historia y Literatura Españolas, Portuguesas y Hispanoamericanas”, pierwsze literacko-kulturalne czasopismo w Hiszpanii. Od 1897 był profesorem historii prawa na Uniwersytecie w Oviedo., a od 1914 na Uniwersytecie w Madrycie. W Oviedo opracował program rozpowszechniania wiedzy akademickiej poprzez seminaria, konferencje i kursy otwarte dla osób, które nie miały możliwości studiowania. W swych pracach naukowych koncentrował się na historii kultury, którą uważał za podstawę funkcjonowania społeczeństw.
Od czerwca 1909 do marca 1910 podróżował z wykładami po Ameryce Łacińskiej, gdzie nawiązał wiele kontaktów naukowych. Po powrocie do Hiszpanii był od 1911 do 1913 dyrektorem szkolnictwa podstawowego.
W 1919 został członkiem komitetu prawników opracowującego projekt trybunału światowego. W 1921 został wybrany sędzią Stałego Trybunału Sprawiedliwości Międzynarodowej. Jako jeden z trzech sędziów pełnił tę funkcję od powstania do rozwiązania STSM w 1945 (pozostali to Dionisio Anzilotti i Antonio Sánchez de Bustamante y Sirvén). Po wybuchu wojny domowej znalazł się na emigracji, najpierw w Hadze, od 1940 w Bajonnie, a od 1945 w Meksyku. W 1951 był kandydatem do Pokojowej Nagrody Nobla, ale zmarł przed głosowaniem.

## Dzieła (wybór)
- Historia de España y de la Civilización Española. (cztery tomy). Barcelona 1900−1911
- Historia del Derecho Español. Madryt 1903
- España en América. Walencja 1908
- Manual de Historia de España. Madryt 1934
- Tierras y Hombres de Asturias. Meksyk 1949